# Rock
Rock je žánr populární hudby, který se do hlavního proudu dostal v 50. až 60. letech 20. století. Má kořeny v rock 'n' rollu, rhythm and blues a country hudbě 40. a 50. let, ale je také ovlivněn folkem, jazzem a vážnou hudbou. Jako nástroje se nejčastěji používají elektrická kytara, baskytara, bicí nástroje a klávesové nástroje jako hammondovy varhany, klavír nebo od konce 60. let syntezátor. V rocku se často objevují kytarová, ale někdy i klávesová, saxofonová nebo harmoniková sóla.
Na konci 60. a na začátku 70. let se z rocku vyvinulo několik podžánrů. Spojením s folkem vznikl folk rock, smícháním s blues blues rock a rock s jazzem stvořily jazz fusion. V 70. letech rock ovlivnily Soul, funk a latinskoamerická hudba. V tomto období také vznikly další podžánry jako soft rock, glam rock, heavy metal, hard rock, progresivní rock a punk rock. V 80. letech syntézou punk rocku s mnoha dalšími styly vznikla tzv. Nová vlna, na druhou stranu se punk rock zradikalizoval za vzniku hardcore, což položilo základy alternativnímu rocku a grunge. V 90. letech britský alternativní rock vykrystalizoval v britpop, indie rock. V Americe vznikl za spojení metalu, rapu, grunge a příměsi elektronické hudby nu metal.
Skupina hudebníků soustřeďujících se na rockovou muziku se nazývá rocková kapela. Mnoho rockových kapel se skládá z kytaristy (hrajícího na elektrickou kytaru), hlavního zpěváka, basáka a bubeníka, takže tvoří kvarteto. Některé kapely jednu nebo více z těchto rolí vynechají nebo využijí zpěváka i na hraní nějakého nástroje, takže tvoří trio nebo duo; některé naopak nějakého hudebníka přidají. Rockové kapely nějakých žánrů, hlavně těch založených na rock 'n' rollu, používají i saxofon. Méně často se používají strunné smyčcové nástroje jako housle nebo violoncello a žesťové nástroje jako trubka nebo pozoun.

## Historie

### Pozadí (50. léta-začátek 60. let)

#### Rock and roll

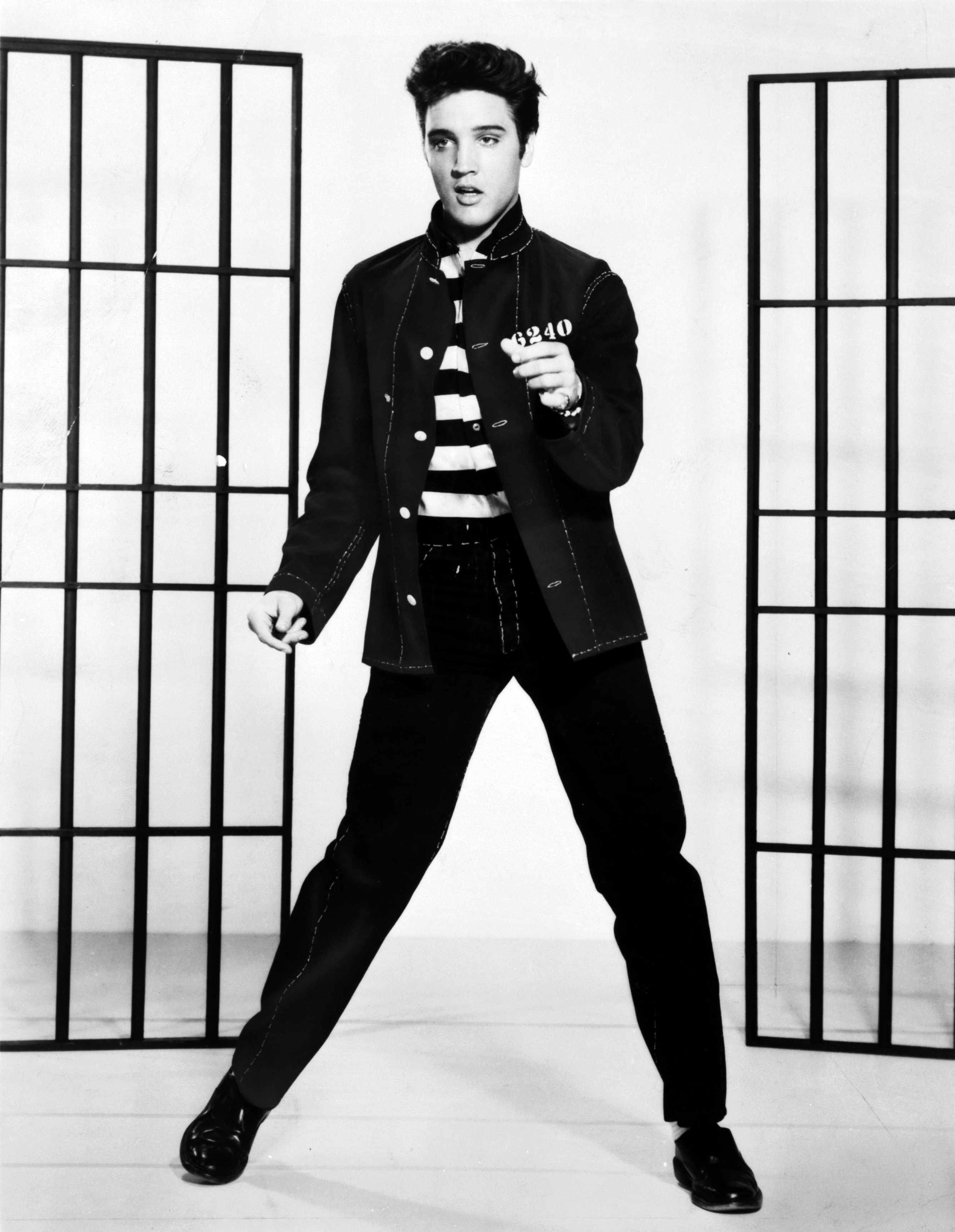
Elvis Presley

Základní kámen rockové hudby je rock 'n' roll, který vznikl ve Spojených státech během konce 40. a začátkem 50. let a rychle se rozšířil do velké části světa. Vznikl smícháním různých žánrů černošské hudby (např. rhythm and blues a gospel) s country hudbou. V roce 1951 v Clevelandu začal diskžokej Alan Freed hrát rhythm and blues pro multirasové obecenstvo a jako první použil termín „rock and roll“.
Brzy se rock 'n' roll dostal do popředí americké hudby a vyřadil ze žebříčků populární zpěváky předchozího desetiletí. Dal vznik několika podžánrům včetně rockabilly, který byl populární hlavně v polovině padesátých let díky Elvisovi Presleymu, Buddy Hollymu a Carlu Perkinsovi. V této době se začala stále více používat elektrická kytara.
Na konci padesátých let, když zemřel Buddy Holly a Elvis Presley narukoval do armády, začala sláva rock 'n' rollu ustupovat.

#### Přechodné roky

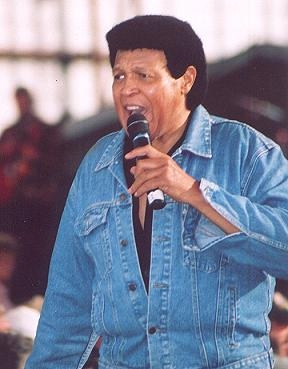
Chubby Checker

Úsek mezi koncem 50. a začátkem 60. let se pro rock 'n' roll ukázal jako zlomový. Zatímco v jeho začátcích měli největší úspěch muži a běloši, v této době v popředí stáli černoši a ženy. Na konci 50. let rock 'n' roll nezmizel a jeho energie může být viděna např. ve vlně šílenství okolo Twistu, který proslavil Chubby Checker na počátku 60. let.
První britský rock 'n' rollový hit byl "Move It" od Cliffa Richarda. Na začátku 60. let byla jeho doprovodná kapela The Shadows nejúspěšnější instrumentální kapelou. Když rock 'n' roll ustupoval k lehkému popu a baladám, britské rockové skupiny v klubech začaly hrát s prudkostí a elánem málokdy viděným ve vystoupeních amerických bělochů.
Významný byl také příchod soulu a jeho velký komerční úspěch. V jeho čele stáli v polovině 50. let Ray Charles a Sam Cooke, od 60. let Marvin Gaye, James Brown, Aretha Franklinová, Curtis Mayfield a Stevie Wonder, kteří tak pomáhali zrychlit včlenění černochů do společnosti.

#### Surf rock
Na začátku 60. let se spustila vlna instrumentálního surf rocku, za jehož zakladatele se považuje Dick Dale, který mu dal typický "mokrý" reverb.
Největšího komerčního úspěchu dosáhl surf rock jako vokální hudba, a to hlavně díky Beach Boys, kteří se dali dohromady v roce 1961. Jejich první hit "Surfin'" z roku 1962 udělal ze surf rocku národní fenomén. Od roku 1963 kapela pomalu opouštěla surfování jako hlavní téma jejich písní a přesunula se k obecnějším tématům chlapeckého mládí - např. autům a dívkám. Éra surfové hudby byla rázně ukončena v roce 1964 britskou invazí. Jediná rocková nebo popová kapela, která v té době mohla v Americe konkurovat Beatles, byla např. se svým albem Pet Sounds z roku 1966 právě Beach Boys.

### Zlatý věk (1963-1974)

#### Britská invaze

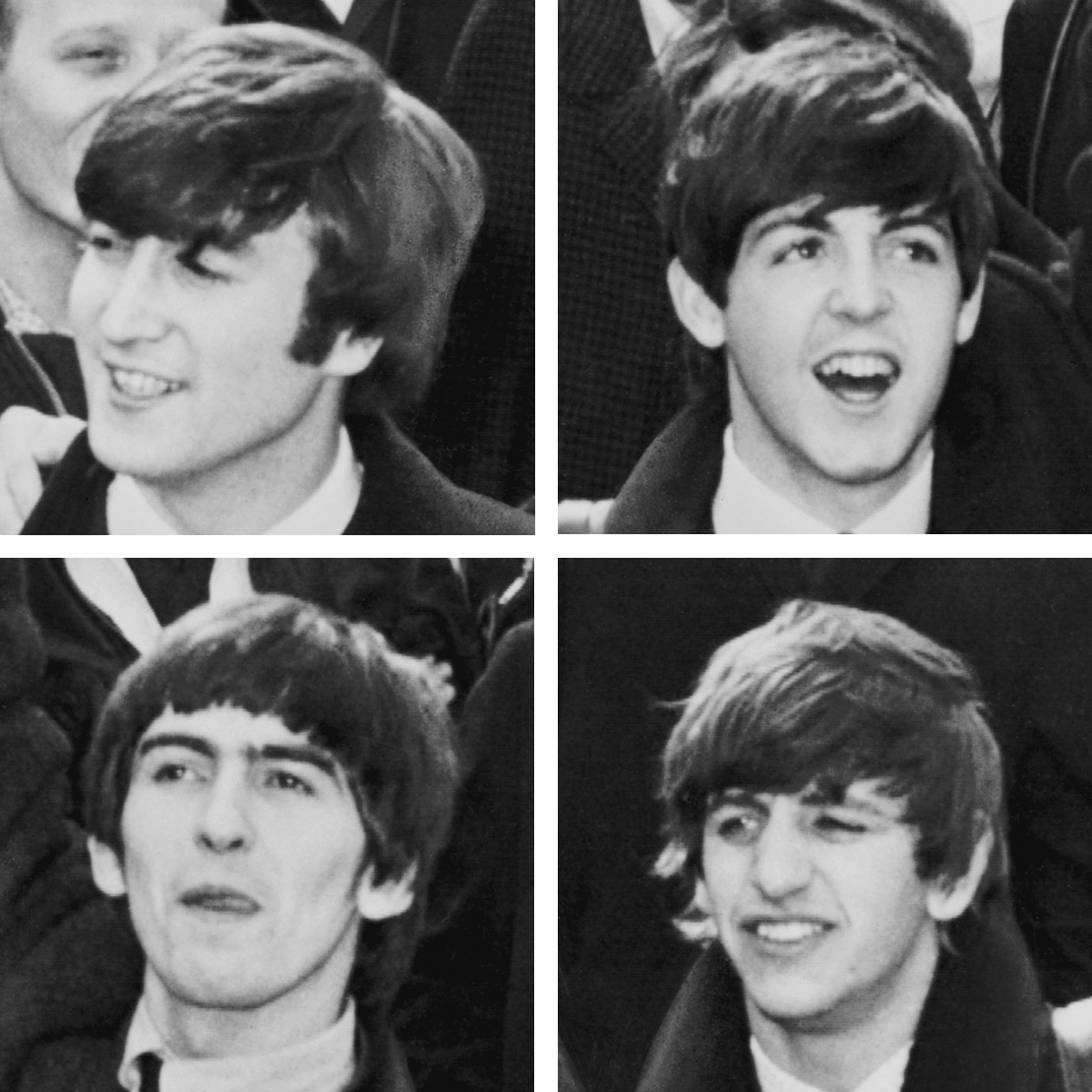
The Beatles

Koncem roku 1962 se na britské rockové scéně začaly objevovat big beatové skupiny jako The Beatles, které ovlivňovala velká škála amerických hudebník stylů - např. soul, rhythm and blues a surf rock. Zpočátku tyto skupiny pouze přebíraly klasické americké písně, později přidali vlastní skladby se stále složitějšími hudebními myšlenkami a osobitým zvukem. V roce 1962 vznikli The Rolling Stones jako jedna z mnoha kapel (mezi nimi The Animals a The Yardbirds) ovlivněných bluesem. Během roku 1963 získaly v Británii velký úspěch beatové kapely jako The Beatles, The Searchers a The Hollies.
Britský rock se populárním ve Spojených státech stal v lednu 1964 díky The Beatles. Jejich hit "I Want to Hold Your Hand" se dostal na první místo v žebříčku Billboard Hot 100 a začal tak Britskou invazi v Americe. Píseň se do žebříčku dostala 18. ledna 1964 nejdříve na 45. místě a poté se držela 7 týdnů na 1. místě. Dohromady v žebříčku vydržela 15 týdnů. 9. únor, kdy se The Beatles poprvé objevili v The Ed Sullivan Show, se považuje za mezník v americké popkultuře. Vysílání přilákalo zhruba 73 milionů diváků, což byl v té době rekordní počet pro televizní program. The Beatles se stali nejprodávanější rockovou kapelou všech dob a následovalo je mnoho britských kapel.
Během dalších dvou let se alespoň jednou na 1. místě v žebříčku umístily např. kapely The Animals, Manfred Mann, Petula Clark, Peter and Gordon, The Rolling Stones, The Troggs, Freddie and the Dreamers, Herman's Hermits nebo Donovan. Mezi další kapely, které byly součástí invaze, patří The Kinks (jejich přímočarý, zkreslený a syrový zvuk v dalším desetiletí ovlivnil punk) a The Dave Clark Five. Kapely Britské invaze dominovaly žebříčkům i doma ve Spojeném království.
Pro Ameriku znamenala Britská invaze konec surfové hudby a dívčích skupin. Také hrála velkou roli při vzestupu odlišného žánru rockové hudby.

#### Garage rock

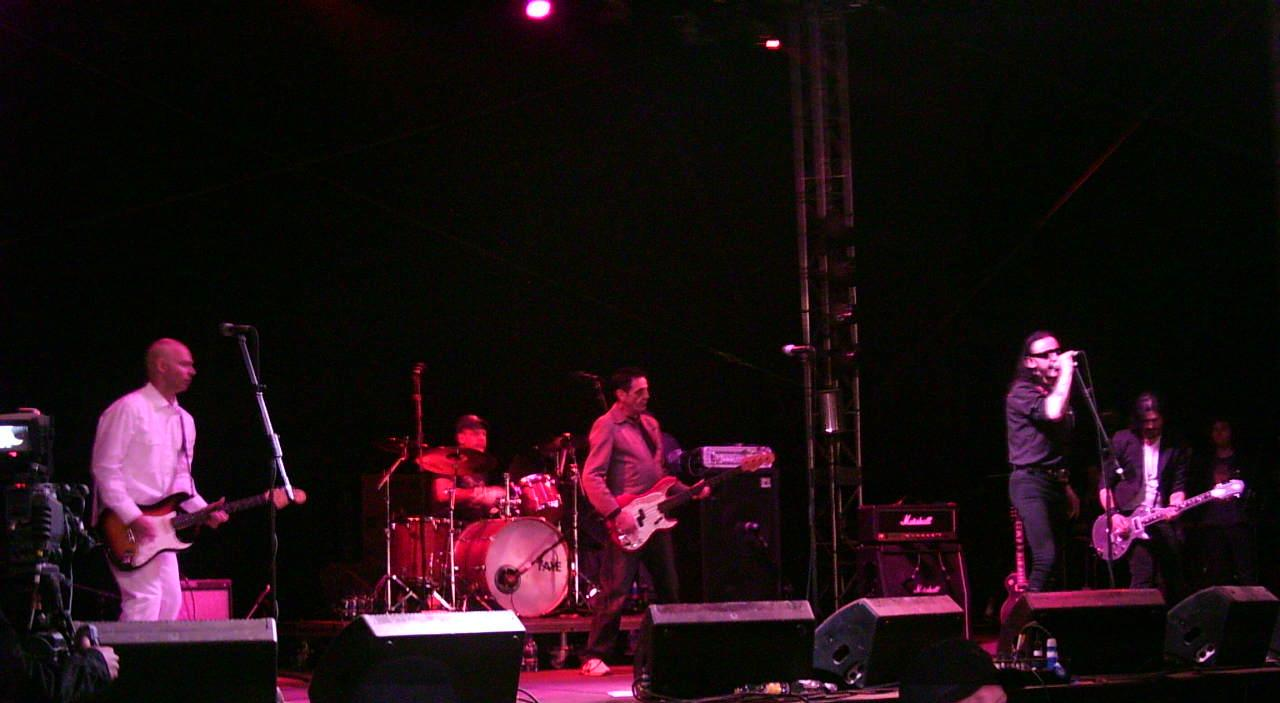
MC5 v roce 2005

Garage rock byl formou amatérského rocku převážně se vyskytujícího v Severní Americe v polovině 60. let. Nazýván je tak proto, že byl vnímán jako hudba, která se nacvičovala v rodinných garážích. Písně tohoto žánru se točily okolo problémů středoškolského života. Texty a podání byly agresivnější, než bylo v té době zvykem. Žánr se dnes často označuje jako tzv. protopunk
Garage rock se vyvíjel už od roku 1958. V roce 1963 se písně tohoto žánru ve velkých počtech umisťovaly v národních žebříčcích. Na vrcholu byl garage rock okolo roku 1966, v roce 1968 ve velké míře zmizel ze scény. Vyvinuly se nové podžánry rocku, které ho nahradily (blues rock, progresivní rock, country rock). V Detroitu zůstal garage rock do začátku 70. let se skupinami MC5 a The Stooges, které se později začaly označovat jako punkové.

#### Pop rock

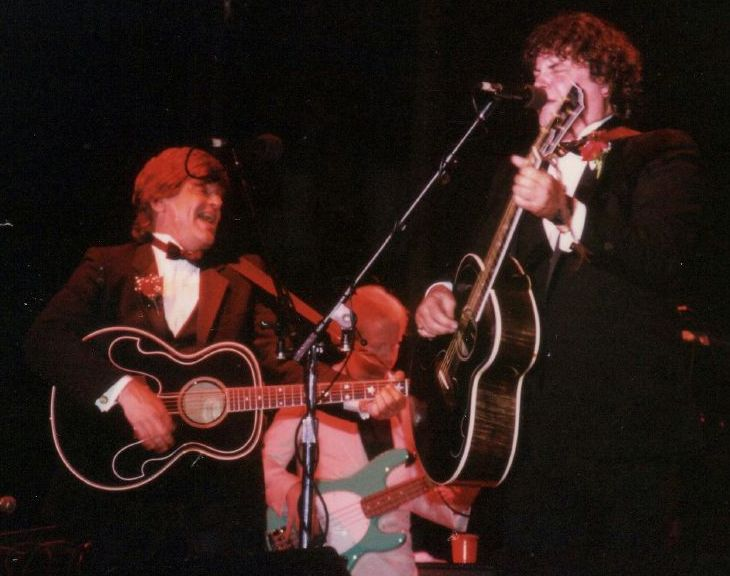
The Everly Brothers v roce 2006

Termín pop se používá už od začátku dvacátého století a označuje populární hudbu obecně, ale od poloviny padesátých let se začal používat pro rozlišný žánr, který se zaměřoval na mladé lidi. Od roku 1967, po skončení Britské invaze, se začal čím dál častěji užívat v protikladu k rocku pro popis více komerčního, pomíjivého a dostupného stylu. Na rock se naproti tomu pohlíželo jako na umělečtější, autentičtější styl.
Přesto jsou mnohé popové a rockové skladby podobné zvukově, instrumentálně i textově. Termíny "pop rock" a "power pop" se začaly používat pro komerčně úspěšnější hudbu s elementy rocku. Výraznými představiteli pop rocku jsou Elton John, Paul McCartney, The Everly Brothers, Rod Stewart, Chicago a Peter Frampton a Queen.

#### Blues rock
Zatímco první vlna Britské invaze byla skrze big beat a rhythm and blues, druhá vlna skupin (The Rolling Stones, The Yardbirds) čerpala inspiraci hlavně z amerického blues. Britské skupiny konce 50. a začátku 60. let inspirovali hlavně Leadbelly a Robert Johnson, hudebníci hrající na akustické nástroje. Později začaly dbát na hlasitý zvuk elektrické kytary.

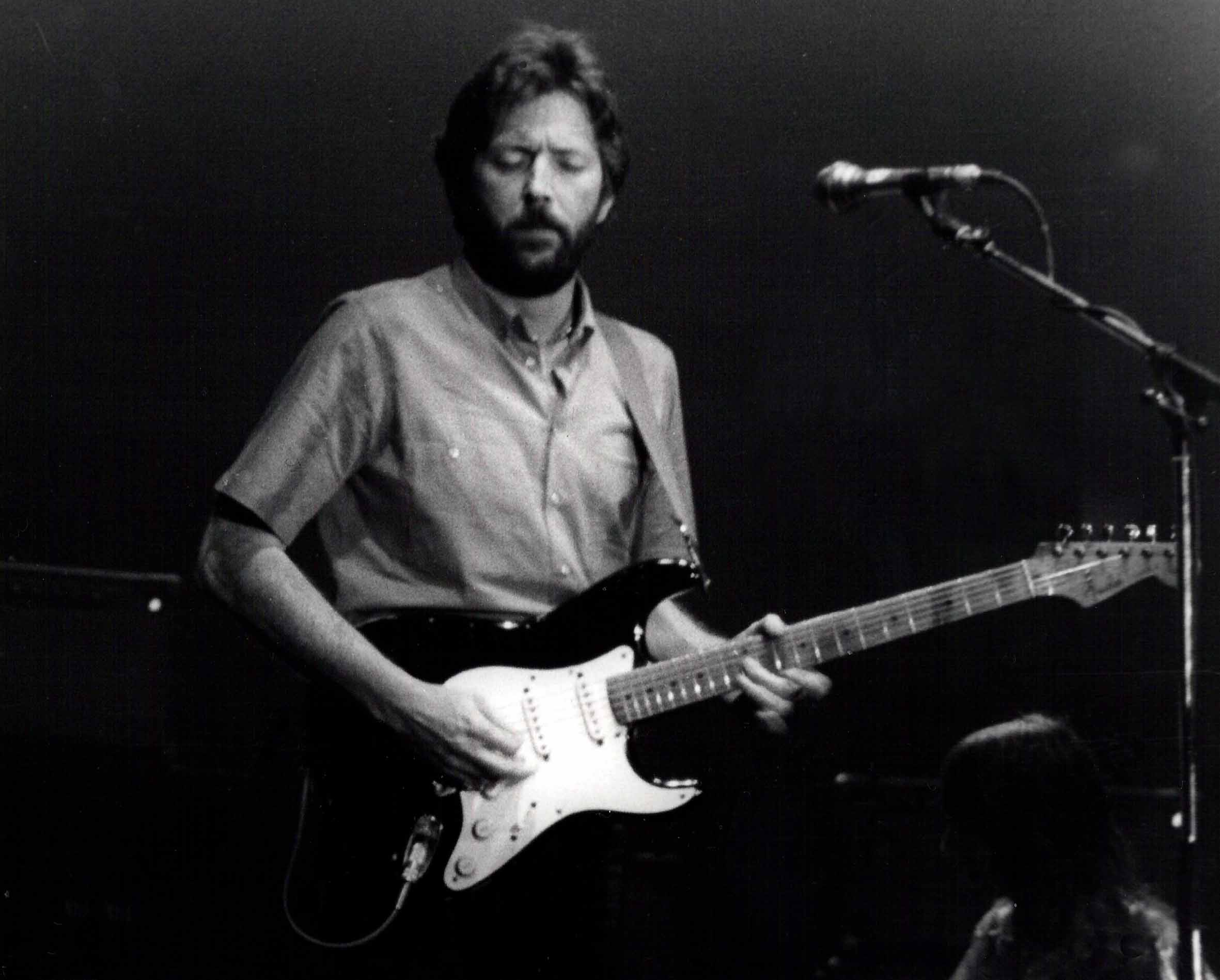
Eric Clapton v roce 1974

Významnou postavou britského blues byl John Mayall, který založil kapelu Bluesbreakers, jejíž členy byli například Eric Clapton a později Peter Green. Eric Clapton později založil superskupiny Cream, Blind Faith a Derek and the Dominos a poté pokračoval v sólové dráze, která přinesla blues rock do mainstreamu . Peter Green spolu s Mickem Fleetwoodem a Johnem McViem z Bluesbreakers založili Fleetwood Mac, která se stala jednou z nejúspěšnějších kapel tohoto žánru. Jimmy Page, kytarista The Yardbirds, založil kapelu Led Zeppelin, jejichž první alba byla výrazně inspirována bluesovou hudbou.
Průkopníkem blues rocku v USA byl na začátku 60. let kytarista Lonnie Mack, ale v polovině 60. let se hudba tohoto žánru začala zvukově podobat hudebníkům britského bluesu. Mezi nejznámější hudebníku patří Canned Heat, Janis Joplin, Johnny Winter, The J. Geils Band a Jimi Hendrix, který založil power tria The Jimi Hendrix Experience a Band of Gypsys. Blues rockové kapely jako The Allman Brothers Band, Lynyrd Skynyrd a ZZ Top z jižních států do svého stylu vložily prvky country a vytvořily tak southern rock.
První blues rockové kapely často napodobovaly jazz, kdy hrály dlouhé, složité improvizace, které se později staly hlavním prvkem progresivního rocku. Zhruba od roku 1967 se skupiny jako Cream a The Jimi Hendrix Experience začaly oddalovat od blues rocku a přidávat do hudby psychedelické prvky. Během 70. let se blues rock stával těžším a více založeným na riffech a hranice mezi ním a hard rockem byla tenká. Kapely se soustředily více na heavy metal a blues rock pomalu odstupoval z mainstreamu.

#### Folk rock

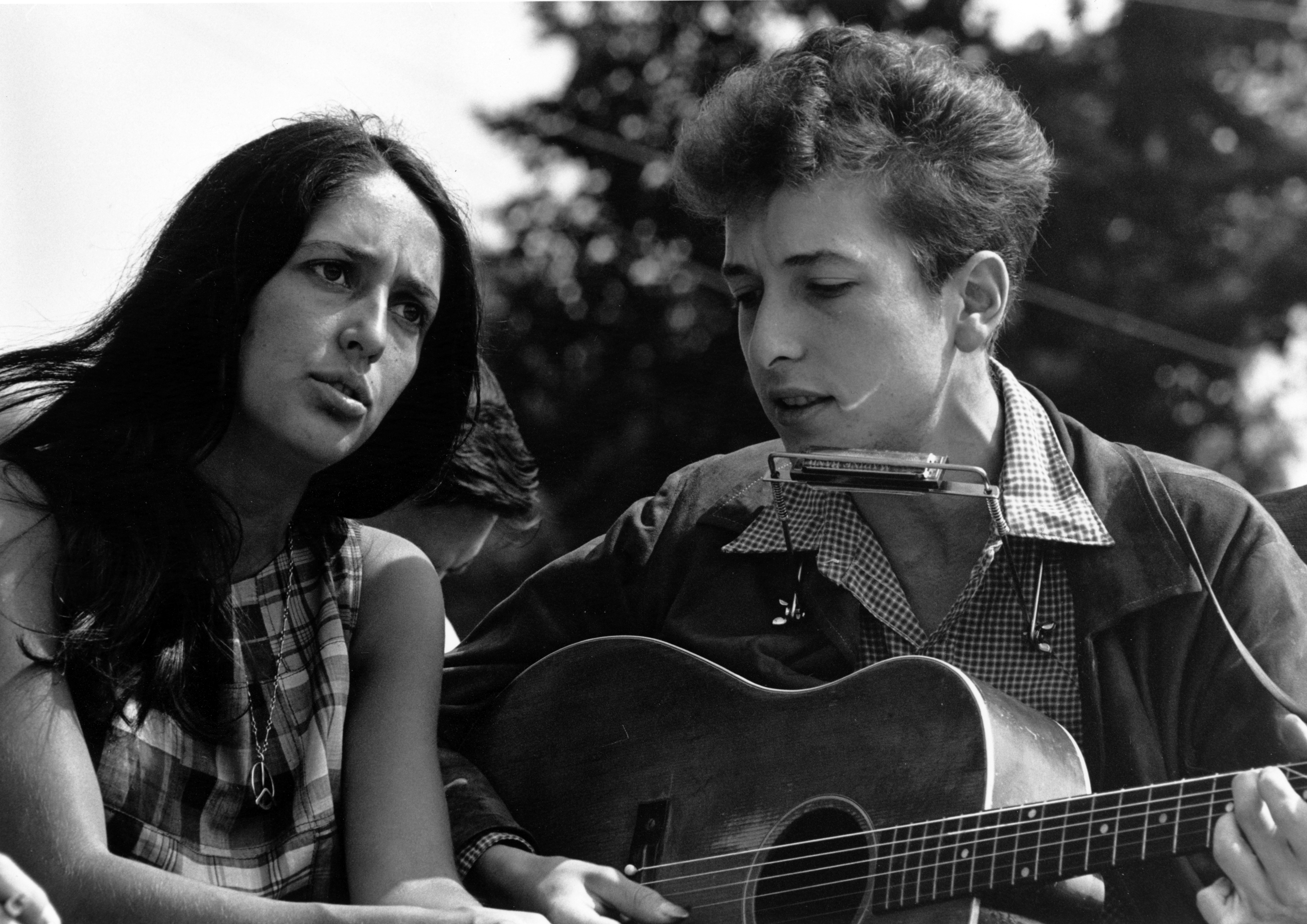
Joan Baez a Bob Dylan

Během 60. let se začala silně projevovat skupina hudebníků, kteří se snažili oživit folkovou hudbu. V Americe byli průkopníky tohoto žánru např. Woody Guthrie a Pete Seeger. Na začátku 60. let se do čela tohoto proudu postavili Joan Baez a Bob Dylan. Dylan se svými hity "Blowin' in the Wind" (1963) a "Masters of War" (1963) začal dostávat do mainstreamu. Ale i přesto, že se ovlivňovaly, zůstaly rock a folk oddělenými žánry.
Mezi první pokusy zkombinovat folk a rock patří písně "The House of the Rising Sun" skupiny The Animals z roku 1964, která se stala první komerčně úspěšnou folkovou písní nahranou rock 'n' rollovými nástroji, a "I'm a Loser" skupiny The Beatles z roku 1965. Většinou se za start folk rockové vlny považuje nahrávka Dylanovy písně "Mr. Tambourine Man" skupinou The Byrds, která se v roce 1965 dostala na přední místa v žebříčcích. Koncem tohoto roku na elektrické nástroje přešel Dylan a jeho píseň "Like a Rolling Stone" se stala americkým hitem. Folk rock se ujal hlavně v Kalifornii, kde působily The Mamas & the Papas a Crosby, Stills, Nash and Young, a New Yorku, kde se objevili umělci jako The Lovin' Spoonful nebo Simon & Garfunkel.
Tito hudebníci ovlivnili britské umělce, např. Fairport Convention. V roce 1969 tato kapela přestala hrát vlastní verze amerických písní a začala hrát tradiční anglický folk na elektrické nástroje. Tento elektrický folk začaly hrát např. kapely Pentangle a Steeleye Span, což přimělo irské a skotské hudební skupiny jako Horslips vytvořit na začátku 70. let keltský rock.
Folk rock dosáhl vrcholu svého komerčního úspěchu v letech 1967–1968, poté se mnohé kapely posouvaly různými směry, např. Dylan a The Byrds začali vyvíjet country rock.

#### Psychedelický rock

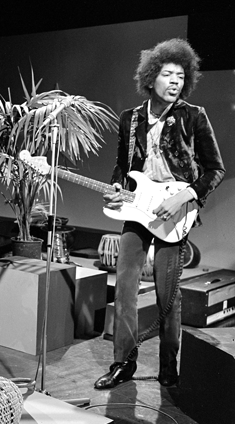
Jimi Hendrix v roce 1967

Prvky psychedelické hudby se začaly objevovat ve folku. První kapelou, která o sobě říkala, že hraje psychedelický rock, byla koncem roku 1965 13th Floor Elevators z Texasu . Dali to jasně najevo albem, které vyšlo další rok - The Psychedelic Sounds of the 13th Floor Elevators. The Beatles v tomto období představili hlavní prvky psychedelického zvuku širšímu obecenstvu.
Psychedelický rock se výrazně ujal v Kalifornii. Mezi její přední představitele tohoto žánru patří Grateful Dead, Country Joe and the Fish a Jefferson Airplane. The Byrds se od čistého folk rocku odtrhla v roce 1966 singlem "Eight Miles High". V Británii byli jednou z nejvlivnějších kapel tohoto žánru The Yardbirds. V roce 1966 se zformoval britský underground, do kterého patřily kapely jako Pink Floyd, Traffic a Soft Machine. V tomto roce také vydaly své debuty kapely Cream a The Jimi Hendrix Experience, jejíž dlouhé kytarové jamy se staly hlavním znakem psychedelické hudby.
Psychedelický rock dosáhl svého vrcholu ke konci šedesátých let. V roce 1967 vydali The Beatles psychedelické album Sgt. Pepper's Lonely Hearts Club Band, na kterém se objevila i kontroverzní píseň "Lucy in the Sky with Diamonds", a The Rolling Stones později toho roku vydali Their Satanic Majesties Request. Pink Floyd vydali album The Piper at the Gates of Dawn, o kterém se většinou uvažuje jako o jejich nejlepším psychedelickém albu. V Americe byly mezi hlavními alby Surrealistic Pillow kapely Jefferson Airplane a Strange Days od The Doors. Tento žánr vyvrcholil na hudebním festivalu Woodstock roku 1969, kde vystoupila většina hlavních psychedelických hudebníků, ale na úplném konci dekády už byl psychedelický rock na ústupu. Brian Jones z Rolling Stones a Syd Barrett z Pink Floyd přestali hrát, kapely The Jimi Hendrix Experience a Cream se rozpadly a mnoho ostatních skupin se přesunulo k roots rocku, který se vracel více ke kořenům rocku.

#### Progresivní rock

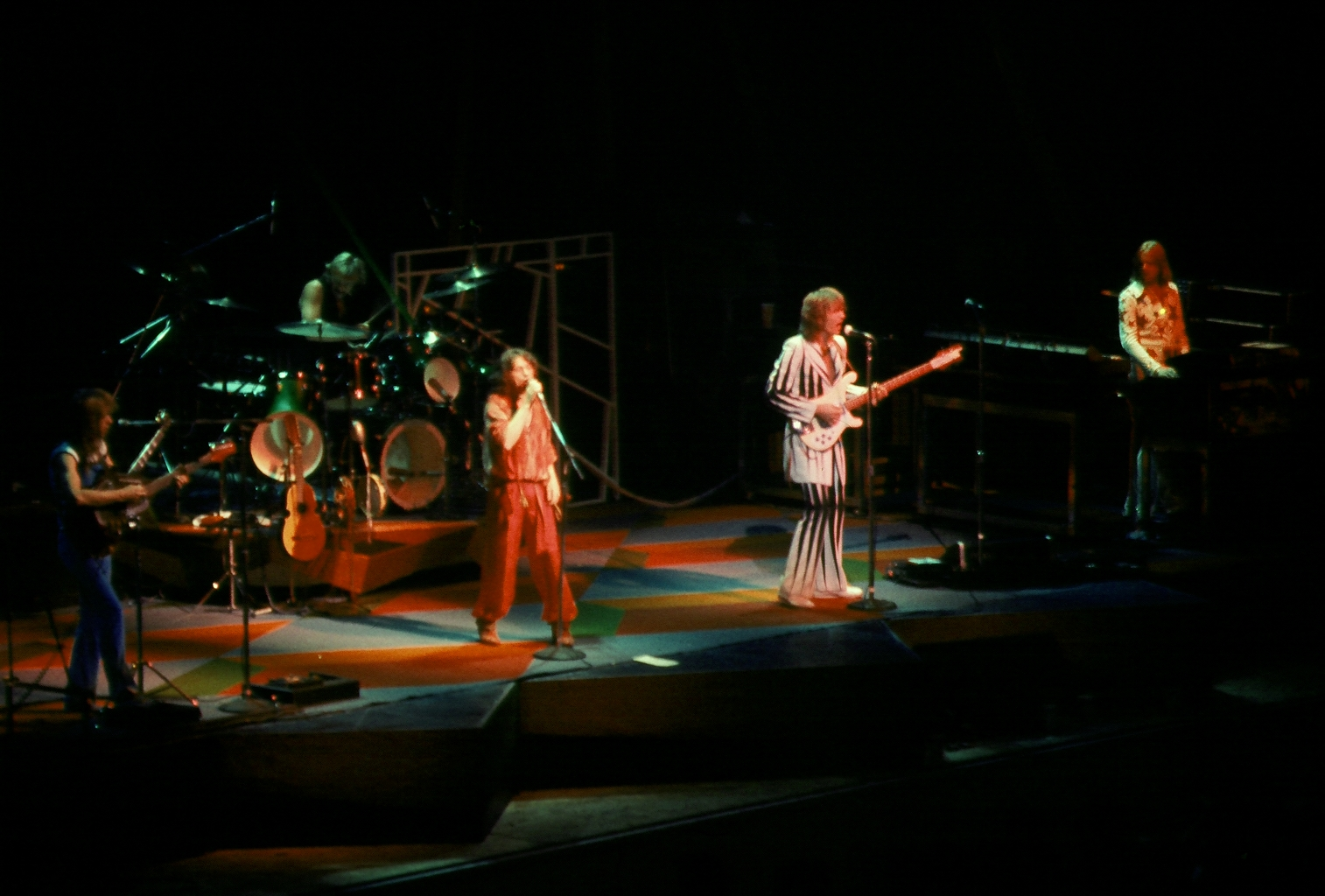
Yes v roce 1977

Progresivní rock, který se někdy zaměňuje s art rockem, byl pokusem odpoutat se od zavedených hudebních zvyků experimentováním s jinými nástroji, typy písní a podobami hudby. Od poloviny šedesátých let začaly skupiny jako The Beatles, The Rolling Stones a The Beach Boys zařazovat do svých písní cembalo a dechové a strunné nástroje, čímž vznikl barokní rock. Kapela The Moody Blues ve svém albu Days of Future Passed (1967) použila celý orchestr a k tomu vytvářela orchestrální zvuky syntezátory. Klasická orchestrace, klávesy a syntezátory se v progresivním rocku staly častým přídavkem k běžně používané formě kytar, basy a bubnů.
Alba SF Sorrow (1968) od skupiny The Pretty Things, Tommy (1969) od The Who a Arthur (Or the Decline and Fall of the British Empire) (1969) od The Kinks představila rockovou operu a otevřela dveře konceptuálním albům. Debutové album skupiny King Crimson In the Court of the Crimson King z roku 1969, které smíchalo rázné kytarové riffy a mellotron s jazzem a symfonickou hudbou, je považováno za klíčovou nahrávku, která pomohla rozšíření progresivního rocku mezi blues rockové a psychedelické kapely na začátku sedmdesátých let.
Velký komerční úspěch měli Pink Floyd, kteří se po odchodu Syda Barretta roku 1968 přesunuli z psychedelické hudby a jejich album The Dark Side of the Moon (1973), které se považuje za mistrovské dílo tohoto žánru, se stalo jedním z nejprodávanějších alb všech dob. Velký důraz byl kladen na instrumentální virtuozitu, kapela Yes předváděla umění kytaristů Steva Howea a Ricka Wakemana a superskupina Emerson, Lake & Palmer vytvářela některá technicky nejnáročnější díla tohoto žánru.
Americký prog rock sahal od průkopnického Franka Zappy, Captaina Beefhearta a Blood, Sweat & Tears k více popovým kapelám Boston, Foreigner, Kansas, Journey a Styx. V Británii působily např. kapely Supertramp a ELO.
Instrumentální část žánru vyústila např. v album Tubular Bells Mika Oldfielda roku 1973, což bylo první album a celosvětový hit vydavatelství Virgin Records. Instrumentální rock byl významný hlavně v Evropě a pomohl kapelám jako Kraftwerk, Tangerine Dream, Can nebo Faust překonat jazykovou bariéru. Jejich krautrock se spolu s dílem Briana Ena (který nějaký čas hrál na klávesy v kapele Roxy Music) stal inspirací pro synth rock. S nástupem punk rocku a technologických změn na konci 70. let začali lidé postupně progresivní rock odmítat. Mnoho skupin se rozpadlo, ale pár z nich, např. Genesis, ELP, Yes a Pink Floyd, pravidelně vydávali velmi úspěšná alba doprovázená světovými turné.

#### Glam rock

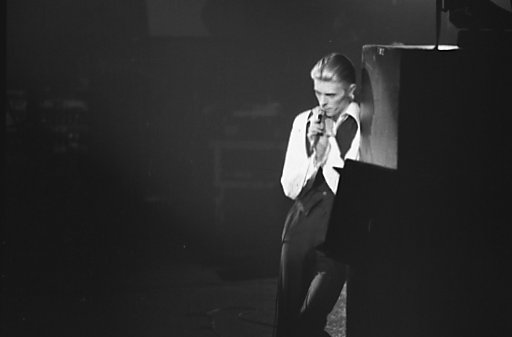
David Bowie v roce 1976

Glam rock vyvstal z anglického psychedelického rocku a art rocku konce šedesátých let a může být považován jako rozšíření těchto žánrů a reakce na ně. Hudebně byl velmi rozmanitý, sahal od jednoduchých rock'n'rollových revivalů až ke složitosti skladeb kapely Roxy Music, a můžeme na něj pohlížet jako na módu i jako na podžánr. Vzhledově to byla směs různých stylů inspirovaných např. hollywoodskou kulturou, sci-fi, která se projevovala pobuřujícím oblečením, make-upy a účesy. Glam je známý pro svou sexuální a pohlavní nejasnost. Mezi známé představitele glam rocku patří Alice Cooper.
Počátky glam rocku jsou spojovány s Marcem Bolanem, který koncem šedesátých let přejmenoval svoje folkové duo na T. Rex a začal hrát na elektrické nástroje. Jako počáteční moment se obvykle považuje jeho vystoupení v britském televizním programu Top of the Pops v prosinci roku 1970, kdy měl na sobě třpytivé oblečení a zahrál svůj později první veleúspěšný singl "Ride a White Swan". V roce 1971 si David Bowie vytvořil alter ego Ziggyho Stardusta a přinesl tím do svých vystoupení něco nového. Podobného stylu se pak ujaly kapely jako Roxy Music, Sweet, Slade, Mott the Hoople a Mud. I když v domácích britských žebříčcích měly tyto skupiny úspěch, málokterá z nich dokázala proniknout do Spojených států; výraznou výjimkou byl Bowie, který se stal mezinárodní hvězdou a navedl k převzetí některých prvků glam rocku kapely Lou Reed, Iggy Pop nebo New York Dolls.
Druhá vlna glam rocku, mezi jejíž představitele patřili např. Suzi Quatro nebo Sparks, dominovala britským hitparádám zhruba mezi roky 1974 a 1976. Mezi již existující kapely, které se tímto žánrem inspirovaly, patří Elton John, Queen a na čas i The Rolling Stones. Také výrazně ovlivnil v budoucnu úspěšnou kapelu Kiss a podílel se i na vzniku gothic rocku, glam metalu a také punk rocku, který pomohl ukončit slávu glam rocku okolo roku 1976. Od té doby se glam rock dočkal občasných revivalů např. v podobě The Darkness.

#### Punk rock
Punk rock jako takový se objevil v druhé polovině sedmdesátých let, ale můžeme do něj zařadit i tzv. protopunkové kapely šedesátých a sedmdesátých let (The Stooges, MC5, The Who). Punk rock vznikl jako reakce mládeže na utahaná a nabubřelá art rocková sóla, na samolibost tehdejšího mainstreamového rocku a především na tehdejší socio-ekonomickou situaci. Jako nejznámější kapely první punkové vlny můžeme jmenovat Ramones, The Damned, Sex Pistols, The Clash či Patti Smith. Další významné – UK Subs, Social Distortion. Hudebně navazoval na klasický rock 'n' roll a rock šedesátých let. Písně byly povětšinou jednoduché a plné emocí. Později se punk rock radikalizoval a vykrystalizoval v Oi!, Hardcore. Tyto žánry se začaly míchat s ostatními rockovými žánry (Psychedelic rockem, Blues rockem, Jazz rockem apod.) a vznikl tak velký svět punk rocku v ještě větším světě rocku.

#### Soft rock, hard rock apočátky heavy metalu

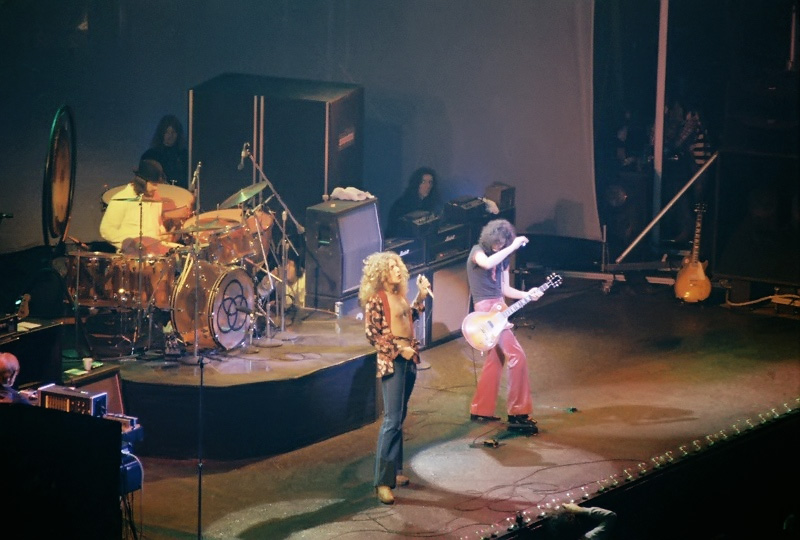
Led Zeppelin v roce 1975

Od konce šedesátých let se stalo běžným rozdělovat mainstreamový rock na soft rock a hard rock. Soft rock většinou čerpal z folk rocku, používal akustické nástroje a soustředil se na melodii a harmonii. Mezi hlavní umělce patřili Carole King, Cat Stevens a James Taylor. Svého vrcholu dosáhl ke konci sedmdesátých let, kdy působili Billy Joel, America a předělaní Fleetwood Mac, jejichž album Rumours z roku 1977 se stalo nejprodávanějších albem desetiletí. Na druhou stranu hard rock častěji čerpal z blues rocku a hrál se hlasitěji a s větší intenzitou. Většinou se zdůrazňovala elektrická kytara na rytmus i jako sólový nástroj a často se používala s overdrivem. Mezi hlavní umělce hard rocku patřily kapely Britské invaze The Who a The Kinks a psychedelické skupiny Cream, Jimi Hendrix a The Jeff Beck Group. Mezi hardrockové kapely konce sedmdesátých let patří Queen, Thin Lizzy, Aerosmith a AC/DC.
Od konce šedesátých let se termín heavy metal začal používat pro hard rock hraný s ještě větší intenzitou nejdříve jako přídavné jméno a od začátku sedmdesátých let jako podstatné jméno. Poprvé byl tento termín použit v roce 1967 a ze začátku s ním byly spojeny kapely jako Blue Cheer a Grand Funk Railroad. V roce 1970 působily v Británii tři kapely, které pomohly utvářet tento podžánr - Led Zeppelin, Deep Purple a Black Sabbath. V druhé vlně, která přišla ke konci 70. let, byly skupiny jako Judas Priest, UFO, Motörhead, Rainbow, Kiss, Ted Nugent, Blue Öyster Cult, Rush a Scorpions. Heavy metal si získal značné publikum hlavně mezi dospívajícími muži ze Severní Ameriky a Evropy.

#### Křesťanský rock

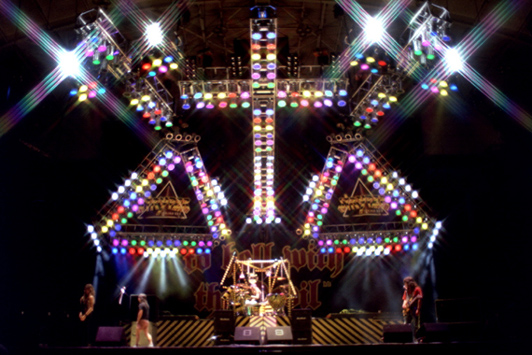
Stryper

Někteří křesťanští vůdci kritizovali rock, protože ho považovali za nemorální, protikřesťanský a dokonce démonický. Nicméně ke konci šedesátých let se začal vyvíjet křesťanský rock, a to hlavně díky Ježíšovu hnutí. Tento žánr je populární hlavně ve Spojených státech. Od osmdesátých let získalo několik umělců křesťanského rocku světový úspěch, mezi nimi např. Mark Farner, Amy Grant a Cliff Richard.